# Serge Leuko
Serge Sidoine Tchaha Leuko (Douala, 4 agosto 1993) è un calciatore camerunese, difensore del Nea Salamis.